# Базавани (Горж)
Базавани (рум. Băzăvani) насеље је у Румунији у округу Горж у општини Самаринешти. Oпштина се налази на надморској висини од 250 m.

## Становништво
Према подацима из 2002. године у насељу је живело 146 становника, од којих су сви румунске националности.